# Lisa Dobriskey

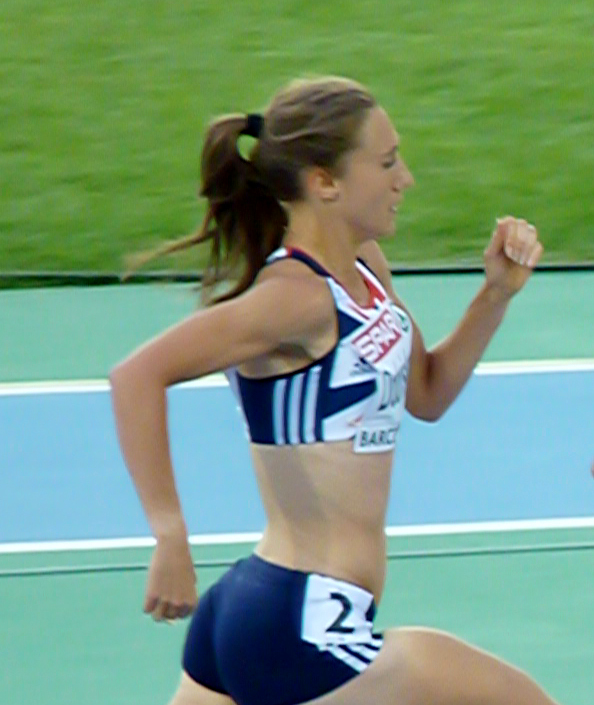
Lisa Dobriskey 2010 in Barcelona

Lisa Jane Dobriskey (* 23. Dezember 1983 in Ashford) ist eine britische Leichtathletin, die 2009 den zweiten Platz bei den Weltmeisterschaften im 1500-Meter-Lauf erreichte.

## Karriere
Nachdem sie 2002 Vierte bei den Juniorenweltmeisterschaften geworden war, belegte Dobriskey 2003 den zweiten Platz bei den U23-Europameisterschaften. Ihren größten Sieg erreichte sie bei den Commonwealth Games 2006, in 4:06,21 Minuten siegte sie im Trikot der englischen Mannschaft. Nachdem sie bei den Weltmeisterschaften 2007 im Halbfinale ausgeschieden war, erreichte Dobriskey bei den Olympischen Spielen 2008 das Finale. Im Finale von Peking verbesserte sie ihre persönliche Bestzeit auf 4:02,10 Minuten und belegte damit den vierten Platz. 
In Berlin bei den Weltmeisterschaften 2009 erreichte sie erneut das Finale, in dem sie sich aus allen Gerangeln raushielt und erst auf der Zielgeraden nach vorn stürmte. Hinter der Spanierin Natalia Rodríguez lief sie nahezu gleichauf mit der Titelverteidigerin Maryam Yusuf Jamal ins Ziel, nach Zielfotoentscheid lag Dobriskey mit 4:03,75 Minuten eine Hundertstelsekunde hinter der für Bahrain antretenden Läuferin. Nachdem Rodríguez wegen Rempelns nachträglich disqualifiziert wurde, erhielt Jamal die Goldmedaille und Dobriskey Silber. Nur wenige Tage nach den Weltmeisterschaften verbesserte Dobriskey beim Sportfest Weltklasse Zürich ihre Bestleistung auf 3:59,50 Minuten. Bei den Europameisterschaften 2010 lief sie auf Platz vier, bei den Olympischen Spielen 2012 in London wurde sie Sechste.
Bei einer Körpergröße von 1,70 Meter beträgt ihr Wettkampfgewicht 58 Kilogramm. Sie ist Absolventin der Loughborough University.